# Stars in My Crown
Pour plus de détails, voir Fiche technique et Distribution.
Stars in My Crown est un film américain réalisé par Jacques Tourneur, sorti en 1950.

## Synopsis
En 1865, au moment où s'achève la Guerre de Sécession, le pasteur Gray s'installe dans la bourgade sudiste rurale de Walesburg ; la vie y est simple et rude mais les enfants s'épanouissent entre école, chasse, pêche et moisson ; l'ombre du Ku Klux Klan rôde autour d'un vieux Noir et très vite, les convictions du jeune docteur Harris s'opposent à celles du pasteur, surtout quand éclate une épidémie de fièvre typhoïde. Le pasteur dévoué à sa communauté a recueilli avec sa femme un jeune orphelin, John Kenyon qui est le narrateur.

## Fiche technique
- Titre original : Stars in My Crown
- Réalisation : Jacques Tourneur
- Scénario : Margaret Fitts, d'après la nouvelle et l'adaptation de Joe David Brown (en)
- Direction artistique : Cedric Gibbons, Eddie Imazu
- Décors : Alfred E. Spencer et Edwin B. Willis
- Costumes : Walter Plunkett
- Photographie : Charles Schoenbaum
- Son : Douglas Shearer
- Musique : Adolph Deutsch
- Montage : Gene Ruggiero
- Producteur : William H. Wright
- Société de production : Metro-Goldwyn-Mayer
- Société de distribution : Loew's
- Pays de production : États-Unis
- Langue originale : anglais
- Format : noir et blanc — 35 mm — 1,37:1 — son Mono (Western Electric Sound System)
- Genre : Drame
- Durée : 89 minutes
- Date de sortie : États-Unis : 11 mai 1950

## Distribution
- Joel McCrea : Josiah Doziah Gray
- Ellen Drew : Harriet Gray
- Dean Stockwell : John Kenyon
- Alan Hale : Jeb Isbell
- Connie Gilchrist : Sarah Isbell
- James Mitchell : Dr Daniel Kalbert Harris Jr.
- Lewis Stone : Dr Daniel Kalbert Harris Sr.
- Amanda Blake : Faith Radmore Samuels
- Juano Hernández : Oncle Famous Prill
- Charles Kemper : Pr Sam Houston Jones
- Ed Begley : Lon Backett
- Jack Lambert : Perry Lokey
- Arthur Hunnicutt : Chloroform Wiggins

Et, parmi les acteurs non crédités :
- James Arness : Rolfe Isbell
- Victor Kilian : Ned

## Édition
- Le film sort en DVD en 2012 dans la série Les Trésors de la Warner de Warner Home Video France en version anglaise sous-titrée en français.

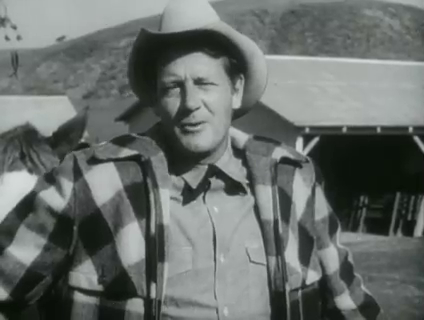
Joel McCrea
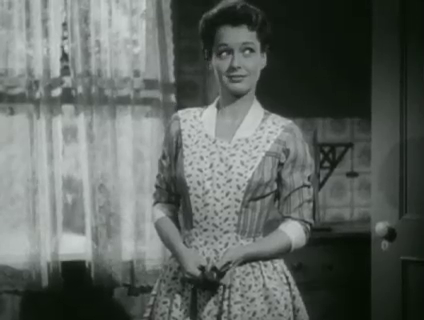
Ellen Drew
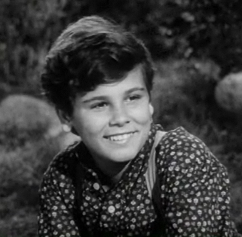
Dean Stockwell
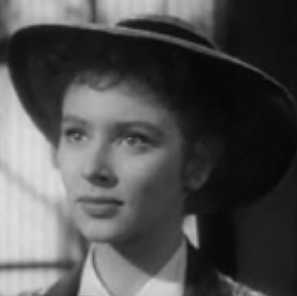
Amanda Blake
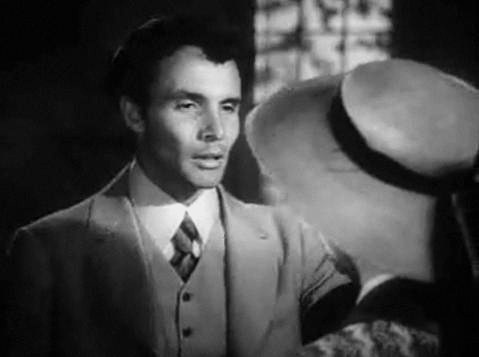
James Mitchell
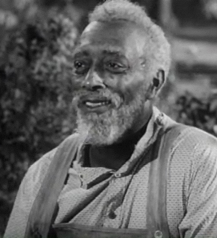
Juano Hernández
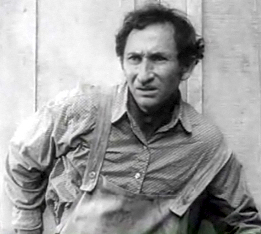
Arthur Hunnicutt

## Critique
Ce film, considéré par Jacques Tourneur comme son meilleur (cité par Patrick Brion - alias André Moreau - dans Télérama), décrit la vie quotidienne de Walesburg d'un point de vue original, celui du jeune orphelin qui, devenu adulte, est le narrateur. Le réalisateur met en scène ce quotidien avec une grande justesse et dirige très bien les acteurs. Un charme certain, un peu désuet, se dégage du film, sans doute parce qu'il évoque un univers disparu et idéalisé, un paradis perdu : celui de l'enfance.[Interprétation personnelle ?]